# Општина Гарличу (Констанца)
Гарличу (рум. Gârliciu) општина је у Румунији у округу Констанца.
Oпштина се налази на надморској висини од 60 m.